# James Duane Doty
James Duane Doty (Salem, 5 novembre 1799 – Salt Lake City, 13 giugno 1865) è stato un politico statunitense.
Fu membro della Camera dei rappresentanti degli Stati Uniti per il Territorio del Wisconsin (1839-1841), secondo governatore del Territorio del Wisconsin (1841-1844), di nuovo membro della Camera dei rappresentanti stavolta per lo Stato del Wisconsin (1849-1853) e infine governatore del Territorio dello Utah (1863-1865).